# Vũ Quốc Việt
Vũ Quốc Việt (sinh năm 1974) là nhạc sĩ kiêm ca sĩ người Việt Nam. Ông nổi tiếng với vai trò nhạc sĩ qua các sáng tác mang âm hưởng dân ca và phong cách ballad như "Ru lại câu hò", "Bình thường thôi", "Vàng son một thuở yêu em", "Em đẹp nhất đêm nay", "Hãy hát lên", "Chị đi tìm em"... từ năm 2023, ông chuyển sang làm ca sĩ với nghệ danh VUVU.

## Tiểu sử
Vũ Quốc Việt sinh ngày 29 tháng Mười hai năm 1974 tại Tuy Hòa, Phú Yên, là con út trong gia đình có sáu anh chị em. Cha của ông là nha sĩ tốt nghiệp từ thời Pháp, từng nổi tiếng “mát tay” nhưng cả gia đình đều theo nghề nhạc công; bản thân Việt đã biết chơi guitar từ năm 10 tuổi. Năm học cấp hai, Vũ Quốc Việt từng là học sinh chuyên văn. Ông bị một tai nạn giao thông năm lớp 9, ông bị gãy xương vai và hôn mê đến hai tháng.

## Sự nghiệp
Năm 1993, Vũ Quốc Việt chuyển vào Nam gây dựng sự nghiệp. Ban đầu ông tiếp tục học hết cấp ba rồi theo học và tốt nghiệp khoa Văn tại trường Cao đẳng Sư phạm Trung ương thành phố Hồ Chí Minh. Vũ Quốc Việt từng làm thêm công việc bồi bàn; vì có khả năng chơi nhạc nên ông được đưa lên sân khấu biểu diễn khi thiếu người và dần trở thành ca sĩ đi hát nhạc tiếng Anh, tiếng Pháp ở nhiều tụ điểm ca nhạc. Để có phương tiện đi lại, tiền sinh hoạt; ông đã mua xe máy cũ về sửa chữa và bán lại, số lượng lên đến ba mươi bảy chiếc. Năm 1996 ông tiếp tục theo học Khoa Lý luận - Sáng tác - Chỉ huy tại Nhạc viện Thành phố Hồ Chí Minh và tốt nghiệp với tấm bằng loại giỏi năm 2000.
Những sáng tác của Vũ Quốc Việt thường theo hướng trữ tình, lạc lõng giữa dòng nhạc trẻ sôi động đang phát triển; nên dù bắt đầu sáng tác từ năm 1995 nhưng đến năm 1999 mới được khán giả biết đến khi ca khúc "Về đây" do Việt Quang thể hiện đứng trong bảng xếp hạng âm nhạc trong một khoảng thời gian. Trong khoảng năm 2000, sáng tác "Mãi cho em mùa xuân" của ông được trung tâm Kim Lợi phát hành với giọng hát của Đan Trường. Vũ Quốc Việt xem đây là dấu mốc đáng nhớ trong sự nghiệp với sự hỗ trợ lớn từ nhạc sĩ Minh Vy. Năm 2001, ca khúc "Sài Gòn màu nắng cho em" do ông sáng tác đã lọt vào top mười ca khúc được yêu thích trong chương trình "Giai điệu trái tim" của Đài Truyền hình Thành phố Hồ Chí Minh.
Vũ Quốc Việt cho ra mắt album đầu tay với phong cách rock ballad Như những phù vân năm 2003 gồm các ca khúc do ông sáng tác và tự thể hiện, tuy không thành công về doanh số nhưng được đồng nghiệp đánh giá tốt. Album tiếp theo có tựa đề Bình thường thôi ra mắt năm 2005 thành công hơn vừa được khán giả biết đến vừa mang về doanh thu hơn 100 triệu đồng. Bản thân ca khúc "Bình thường thôi" sau đó cũng đứng hạng nhất bảng xếp hạng Làn sóng xanh trong tháng Mười và tháng Mười một năm 2005. Ca khúc được đưa vào danh sách mười bài hát hay nhất trong nhiều tháng liền nhưng không chiến thắng bất cứ hạng mục giải thưởng nào. Nửa đầu thập niên 2000, Vũ Quốc Việt đã sáng tác được một số "hit" khác như: "Về đây" (Việt Quang thể hiện), "Trái tim tình si" (Đàm Vĩnh Hưng thể hiện), "Bóng cả" (Mỹ Tâm thể hiện), "Còn đó chút hồng phai" (Cẩm Vân và Quang Dũng thể hiện).
Không tránh khỏi xu thế nhạc trẻ "vô nghĩa", năm 2006, Vũ Quốc Việt sáng tác và thể hiện một số ca khúc bị cho là "tầm phào" như "Tâm sự hai người đàn ông", "Sến", "Một lần nữa tôi bị lừa", "Người yêu vô tâm"; những ca khúc với ca từ khiến người nghe phải ngán ngẩm. Album Tâm sự hai người đàn ông, hợp tác với Ưng Hoàng Phúc dù bị báo chí chê bai nhưng lại giúp ông tiếp cận với lớp người hâm mộ trẻ tuổi hơn. Năm 2007, ông phát hành album Tình ca số 2 như một lời khẳng điịnh tình ca mới là hướng sáng tác chính của mình, album này đã giúp ông vực dậy được tên tuổi. Nhưng chỉ vài tháng sau, ca sĩ học trò của Vũ Quốc Việt là Vang Quốc Hải ra mắt album VCD Online cùng Michael Jackson. Trong sản phẩm này Vũ Quốc Việt tham gia với vai trò ca sĩ, album khiến khán giả lần nữa bị sốc với chất lượng tồi tệ. Năm 2008, ông tham gia bộ phim truyền hình về âm nhạc Lọ Lem thời @ với vai diễn Hoàng Thái - ông bầu của một nhóm nhạc.
Sau thời gian tâp trung cho việc kinh doanh phòng trà và nhà hàng, tháng 4 năm 2009, Vũ Quốc Việt cho ra mắt cùng lúc hai album Vàng Son - Saxophone & Vũ Quốc Việt với sự thể hiện của nhạc công Đông Hòa và Vũ Quốc Việt & Tôi với giọng hát của nhiều ca sĩ Tháng Mười cùng năm, ông phát hành tiếp album thứ ba của năm Giấc mơ qua trong đời. Tháng 10 năm 2010, album Hạnh phúc mong manh của ông giành được giải thưởng tháng ở hạng mục Album được yêu thích do khán giả bình chọn của chương trình Album vàng 2010. Năm 2013, MV Chém gió của ông gây ra những tranh luận trái chiều trên mạng xã hội.
Năm 2021, Vũ Quốc Việt là giám đốc âm nhạc của chương trình âm nhạc Hát cho ngày mai và kiêm cả vai trò giám khảo chính thức cùng ca sĩ Cẩm Ly. Ông giữ vai trò giám khảo chính thức kiêm giám đốc âm nhạc cuộc thi Người hát tình ca năm 2022 và 2023, và chương trình Thách thức giới hạn năm 2004.
Tháng Bảy năm 2023, Vũ Quốc Việt thông báo chuyển sang hoạt động ca hát với nghệ danh VUVU và cho ra mắt MV Hư vô.

## Tác phẩm

### Albums
| Năm  | Tựa đề                                       | Hình thức                  | Chú thích     |
| ---- | -------------------------------------------- | -------------------------- | ------------- |
| 2003 | Như những phù vân                            |                            |               |
| 2004 | Gọi tên em… Khóc muộn                        | VCD liveshow + Karaoke     | [ 28 ] [ 29 ] |
| 2004 | Tình ca Vũ Quốc Việt                         |                            |               |
| 2005 | Bình thường thôi                             | CD - tự thể hiện           | [ 3 ]         |
| 2006 | Tâm sự hai người đàn ông                     | Hợp tác với Ưng Hoàng Phúc |               |
| 2007 | Tình ca số 2                                 |                            |               |
| 2007 | Online cùng Michael Jackson                  | Album của Vang Quốc Hải    |               |
| 2009 | Vũ Quốc Việt & Tôi                           | Nhiều ca sĩ                | [ 19 ] [ 30 ] |
| 2009 | Vàng Son - Saxophone & Vũ Quốc Việt          |                            | [ 19 ] [ 30 ] |
| 2009 | Giấc mơ qua trong đời                        | Nhiều ca sĩ                | [ 19 ] [ 30 ] |
| 2010 | Hạnh phúc mong manh                          | CD                         | [ 31 ] [ 32 ] |
| 2011 | Vũ Quốc Việt & Friends - Bởi thế ta yêu nhau | CD                         |               |
| 2011 | Ngày cho em                                  | Album của Đình Nguyên      | [ 33 ]        |
| 2015 | Chuyệns người tài xế                         | CD & DVD                   | [ 34 ] [ 35 ] |

### MV
- 2013 - Chém gió
- 2023 - Please don't go
- 2023 - Oh la chacha
- 2023 - Hư vô
- 2024 - Khi Tổ quốc cần[36] hợp tác với V Music

### Chương trình truyền hình
- 2008 – phim truyền hình – Lọ lem thời @ trong vai Hoàng Thái

| Năm       | Chương trình                  | Vai trò                      | Chú thích |
| --------- | ----------------------------- | ---------------------------- | --------- |
|           | Sắc màu cuộc sống             | Dẫn chương trình             | [ 37 ]    |
| 2008      | Trò chơi âm nhạc              | Đội trưởng                   | [ 37 ]    |
| 2013      | Tạp chí 360                   | Dẫn chương trình             | [ 38 ]    |
| 2013      | Ngôi sao trẻ                  | Giám khảo                    | [ 39 ]    |
| 2014      | Nghìn lẻ một chuyện           | Khách mời                    |           |
| 2014      | Bạn có thực tài               | Giám khảo                    | [ 40 ]    |
| 2014      | Gia đình tài tử               | Giám khảo                    |           |
| 2016      | Vẻ đẹp cuộc sống              | Khách mời                    |           |
| 2017      | Ca sĩ bí ẩn                   | Khách mời                    |           |
| 2017      | Tuyệt đỉnh song ca            | Giám khảo                    | [ 12 ]    |
| 2021      | Hát cho ngày mai              | Giám đốc âm nhạc - Giám khảo |           |
| 2022      | Vẫn hát lời tình yêu - tập 13 | Khách mời                    | [ 41 ]    |
| 2016-2023 | Người hát Tình ca             | Giám đốc âm nhạc - Giám khảo | [ 25 ]    |

## Giải thưởng
| Năm  | Giải thưởng                         | Tác phẩm                        | Kết quả                                       | Chú thích |
| ---- | ----------------------------------- | ------------------------------- | --------------------------------------------- | --------- |
| 2002 | VTV – Bài hát tôi yêu               | Ca khúc: Giấc mơ mong tìm thấy  | Top 5 video được yêu thích                    | [ 42 ]    |
| 2002 | VTV – Bài hát tôi yêu               | Ca khúc: Giấc mơ mong tìm thấy  | Top 10 nhạc sĩ được yêu thích                 | [ 42 ]    |
| 2004 | Giải thưởng Làn Sóng Xanh 2004      | Ca khúc: Còn đó chút hồng phai  | Nhạc sĩ có ca khúc được yêu thích             | [ 43 ]    |
| 2005 | VTV – Bài hát tôi yêu lần thứ 3     | Ca khúc: Bài hát cho em và tôi  | Top 10 video do khán giả bình chọn            | [ 7 ]     |
| 2007 | Giải thưởng 10 năm Làn Sóng Xanh    |                                 | Top 10 nhạc sĩ có ca khúc được yêu thích nhất |           |
| 2014 | Giải thưởng Làn Sóng Xanh 2014      | Ca khúc: Hát cho người tình nhớ | Bài hát thu tiền tác quyền nhiều nhất         | [ 44 ]    |
| 2010 | Album vàng 2010                     | Album: Hạnh phúc mong manh      | Album được yêu thích tháng 10                 | [ 21 ]    |
| 2024 | Bài ca Giao thông đi cùng năm tháng | Ca khúc: Người Đèo Cả           | Giải Nhất                                     | [ 45 ]    |